# Regensdorf
Regensdorf é uma comuna da Suíça, no Cantão Zurique, com cerca de 15.280 habitantes. Estende-se por uma área de 14,62 km², de densidade populacional de 1.045 hab/km². Confina com as seguintes comunas: Buchs, Dällikon, Niederhasli, Oberengstringen, Rümlang, Unterengstringen, Weiningen, Zurique (Zürich).
A língua oficial nesta comuna é o Alemão.